# Beth Lygoe
Beth Lygoe (sinh ngày 17 tháng 9 năm 1981) là một thủy thủ người Saint Lucia sinh ra ở Anh. Cô đã tham gia cuộc thi Radial Laser của phụ nữ tại Giải vô địch thế giới thuyền buồm ISAF 2011. Cô đã tham gia cuộc thi Laser Radial của Phụ nữ tại Thế vận hội Mùa hè 2012 kết thúc với thứ hạng 37.